# Kinh Shulba
Kinh Shulba là các văn bản Hin-đu giáo mô tả các kiến thức hình học liên quan đến việc chế tạo các đàn tế đốt lửa. Bốn cuốn kinh Shulba chính có ý nghĩa toán học lớn nhất được gán cho Baudhayana, Manava, Apastamba và Katyayana.
Kinh Shulba có chứa một số nội dung như định lý Pythagore, hình học phẳng, tính gần đúng căn bậc hai.